# G.A. Gedalia & Co.
G.A. Gedalia & Co. var en dansk vekselererforretning, stiftet 1. maj 1849 af G.A. Gedalia.
1. maj 1849 averterede han i Berlingske Tidende: "»G. A. Gedalia & Co.« nyt etableret Vexellererkontoir er paa Høibroplads Nr. 54 i Stuen", og denne dato må altså regnes for datoen for firmaets grundlæggelse.
Flere dygtige vekselerere fik deres uddannelse hos Gedalia, blandt andre Isak Glückstadt.
I 1875 gik hans firma konkurs, men senere kom han på fode igen og etablerede atter et vekselererfirma.